# Monosporascus cannonballus
Monosporascus cannonballus Pollack & Uecker, (1974) é um fungo ascomiceta (Ascomycota) que constitui um importante patógeno das plantas.